# Epihippus
L'epiippo (gen. Epihippus) è un mammifero perissodattilo estinto, appartenente agli equidi. Visse nell'Eocene medio (circa 46 - 38 milioni di anni fa) e i suoi resti fossili sono stati ritrovati in Nordamerica.

## Descrizione
Come molti altri equidi arcaici, questo animale era di piccole dimensioni e non doveva superare i 50 centimetri al garrese. La dentatura di Epihippus era più evoluta rispetto a quella di altre forme precedenti come Orohippus e anche a quella di altre forme contemporanee come Haplohippus. Epihippus infatti possedeva molari a corona bassa maggiormente efficienti nella triturazione del cibo, grazie alla presenza di creste ben formate. I secondi premolari (sia inferiore che superiore) erano più evoluti rispetto a quelli di Eohippus e Orohippus, in quanto erano già piuttosto simili a molari, con tre cuspidi quasi identiche fra loro e una piccola quarta cuspide. Inoltre, in Epihippus il primo premolare inferiore era a radice singola, una caratteristica tipica degli equidi successivi. 

## Classificazione
Epihippus venne istituito da Othniel Charles Marsh nel 1878, per accogliere due specie di equidi estinti descritti anni prima dallo stesso Marsh ma attribuiti ad altri generi di equidi arcaici. La specie tipo è Epihippus gracilis, rinvenuta nel bacino di Uinta nello Utah; un'altra specie, ritrovata sempre nello stesso sito, è E. uintensis. Fossili di Epihippus sono stati in seguito ritrovati in numerosi stati dell'America Settentrionale. A questo genere è stata a volte attribuita anche la specie E. intermedius; quest'ultima possiede denti che richiamano quelli degli equidi dell'Oligocene, anche se leggermente meno sviluppati, ed è stata anche posta in un genere a parte, Duchesnehippus. Attualmente gli studiosi non sono concordi se attribuire questa specie a un genere a sé stante o meno (MacFadden, 1998; Rasmussen et al., 1999). 

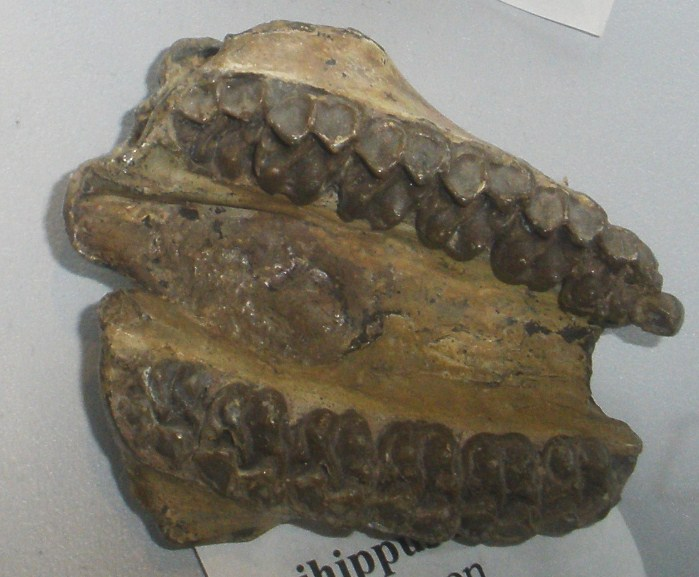
Mascella di Epihippus sp.

In ogni caso, le specie del genere Epihippus rappresentano un ulteriore passo evolutivo nell'efficienza del meccanismo di masticazione degli equidi, dopo forme come Sifrhippus, Eohippus e Orohippus. Probabilmente da Epihippus o da una forma a esso simile deriveranno i cavalli oligocenici come Mesohippus.